# Cuenca (Ekvador)
Cuenca (izvornog naziva: Santa Ana de los cuatro ríos de Cuenca, šp. za "Sveta Ana od četiri rijeke Cuence") je glavni grad južne ekvadorske pokrajine Azuay i istoimenog kantona, te je treći po veličini grad u Ekvadoru. Nalazi se u dolini potpuno okruženoj vrhovima Anda, na nadmorskoj visini od oko 2.500 m.
Ovaj unutarnji španjolski kolonijalni grad (entroterra) osnovan je 1557. godine po strogim urbanističkim smjernicama koje je 30 godina ranije izdao Karlo V., car Svetog Rimskog Carstva. Cuenca i dalje štuje formalni ortogonalni plan grada koji postoji već 400 godina. Kao poljoprivredno i administrativno središte cijele regije, Cuenca je bila mjesto miješanja lokalnih stanovnika i doseljenika. Arhitektura Cuence, čiji velik dio datira iz 18. stoljeća, je "modernizirana" u tz. "republikanskom stilu" zahvaljujući gospodarskom prosperitetu u 19. stoljeću zahvaljujući industrijalizaciji. Zbog svega navedenoga, stara gradska jezgra Cuence je upisana na UNESCO-ov popis mjesta svjetske baštine u Amerikama 1999. godine.

## Povijest
Cuencu je 12. travnja 1557. godine osnovao guverner i kapetan-general Gil Ramírez Davalos Quito kao Santa Ana de los Rios de Cuatro Cuenca, po naredbi 3. potkralja Perua, Andresq Hurtadoq de Mendoze primili. cilj je bio pretvoriti grad u poljoprivredno središte područja okolnih ravnica povoljnih za uzgoj i gajenje stoke, ali i u upravno središte za brojno indijsko stanovništvo Andske regije. Grad je osnovan u blizini starijeg Inka naselja Pumpapungo (Pumapunku) koji je ležao u ruševinama zbog rata vladara Tupac Yupanquija protiv lokalnih Cañari indijanaca od prije 50 godina ranije. Na temeljima Inka palače i Wiraqucha hrama, koje je otkrio njemački arheolog dr. Max Uhle 1925. god., danas se nalazi Muzej ekvadorske unutrašnjosti.
Dana 3. studenog 1820., u Cuenci se Simon Bolivar izjasnio za neovisnost od španjolske krune. Četrdeset godina kasnije, oko 2000 francuskih isusovaca se mirno doselilo u Cuencu. Nastupila je industrijapizacija grada koji je postao veliki izvoznik kinina, slamnatih šešira i drugih proizvoda. Taj razvoj mu je omogućio da postane relativno bogatiji, što je pratila izgradnja nekih važnijih objekata, uključujući i Sveučilište u Cuenci 1867. godine.
Dana 11. srpnja 1983. godine, putnički zrakoplov Boeing 737 se nakon eksplozije srušio u blizini grada, pri čemu je svih 119 putnika poginulo.

## Znamenitosti
Andski planina lanci su dugo izolirali grad, ali su mu omogućili bliski kontakt s prirodnim okolišem. On je uzgrađen u strogoj mreži okomitih ulica koje se protežu od glavnog trga, parka Abdon Calderón, u obliku 200 identičnih gradskih blokova. Na trgu se nalazilo 
Sjedište Gradskog vijeća, Ured guvernera, i dvije katedrale okružene sudovima. Ulice su široke i obasjane suncem, a za urbano tkivo grada su značajni i brojni parkovi, trgovi, crkve, samostani i druge javne površine.
Mnoge jednostavnije kolonijalne kuće su pretvorene u važnije rezidencije, osobito tijekom razdoblja ekspanzije u 19. st. To je rezultiralo neobičnom arhitekturom na koju su utjecali domaći, ali i europski stilovi. Nekoliko važnih zdanja su:
- Stara katedrala (Antigua Catedral de Cuenca) iz 1557. godine je danas muzej.
- Nova katedrala Bezgrešnog Začeća (Catedral Metropolitana de la Inmaculada Concepción), koja je započeta 1880. godine u neogotičkom stilu, je svojim plavim kupolama postala simbolom grada. Njezino pročelje s nedovršenim tornjevima (zbog greške arhitekta u proračunu) je pokriveno alabasterom i lokalnim mramorom, dok su podovi optočeni ružićastim mramorom iz Carrare (Italija). Kada je dovršena u nju je moglo stati 9.000 ljudi od ukupno 10.000, koliko je tada Cuenca imala stanovnika.
- Karmelićanski samostan El Carmen de Asuncion ima atrij u kojoj se nalazi tržnica cvijeća koja dodatno ukrašava prekrasnu arhitekturu s raskošnim pročeljem i pozlaćenom propovjedaonicom.
- Crkva sv. Dominika (Santo Domingo)

- Panorama središta Cuence noću
- Stara gradska vijećnica (Alcaldía de Cuenca)
- Republikanska arhitektura Cuence
- Kupole nove katedrale
- Crkva sv. Dominika

## Uprava
Kanton Cuenca se sastoji od sljedećih župa:
| - Baños - Chaucha - Checa (Jidcay) - Chiquintad - Cuenca - Cumbe - Llacao - Molleturo | - Nulti - Octavio Cordero Palacios (Santa Rosa) - Paccha - Quingeo - Ricaurte - San Joaquín - Santa Ana - Sayausi | - Sidcay - Sinincay - Tarqui - Turi - Valle - Victoria del Portete (Irquis) |

## Gradovi prijatelji
Grad Cuenca je zbratimljen sa sljedećim gradovima:
| - Barranquilla, Kolumbija - Cauquenes, Čile - Concepción, Čile - Cuenca, Španjolska - Cusco, Peru | - Guanajuato, Meksiko - Havana, Kuba - Medellín, Kolumbija - Merida, Venezuela - Paducah, SAD | - Rosario, Argentina - Sullana, Peru - São Paulo, Brazil - Tempe, Arizona, SAD - Xi'an, Kina - Ossining, New York, SAD |

## Vanjske poveznice
- Neslužbena stranica grada Cuenca, Ekvador